# Passeriformes (classification phylogénétique)
Cette page a pour objet de présenter un arbre phylogénétique des Passeriformes (Passereaux s.l.), c'est-à-dire un cladogramme mettant en lumière les relations de parenté existant entre leurs différents groupes (ou taxa), telles que les dernières analyses reconnues les proposent. Ce n'est qu'une possibilité, et les principaux débats qui subsistent au sein de la communauté scientifique sont brièvement présentés ci-dessous, avant la bibliographie.

## Arbre phylogénétique
Le cladogramme présenté ici ne possède qu'une valeur indicative. Il n'est pas forcément consensuel, et on peut toujours se référer à la bibliographie au bas de l'article.
Le symbole ▲ renvoie à la partie immédiatement supérieure de l'arbre phylogénétique du vivant. Le signe ► renvoie à la classification phylogénétique du groupe considéré. Tout nœud de l'arbre portant plus de deux branches montre une indétermination de la phylogénie interne du groupe considéré.
Les habitudes typographiques des botanistes et des zoologistes sont différentes. Ici, par commodité de lecture, et certains groupes actuels relevant des deux domaines traditionnels, les noms de taxons supérieurs au genre sont tous écrits en caractères droits, les noms de genres ou d'espèces en italiques.
À la suite d'un taxon, sa période d'apparition, quand elle est connue, peut être indiquée suivant la légende suivante :
(Plé) : Pléistocène ; (Pli) : Pliocène ; (Mio) : Miocène ; (Oli) : Oligocène ; (Éoc) : Éocène ; (Pal) : Paléocène ; (Cré) : Crétacé ; (Jur) : Jurassique ; (Tri) : Trias ; (Per) : Permien ; (Car) : Carbonifère ; (Dév) : Dévonien ; (Sil) : Silurien ; (Ord) : Ordovicien ; (Camb) : Cambrien ; (Edi) : Édiacarien. Pour plus de précision si possible, (-) : inférieur ; (~) : moyen ; (+) : supérieur.

```
▲

└─o 
Passeriformes

  ├─o 
Acanthisittidae

  └─o 
Eupasseres

    ├─o 
Tyranni
 ou 
Suboscines

    │ ├─o 
Eurylaimides

    │ └─o 
Tyrannides

    │   ├─o 
Tyrannida

    │   └─o 
Furnariida

    └─o 
Passeri
 ou 
Oscines

      ├─o 
Menuroidea
 ou 
Menura

      └─o 
Euoscines

        └─o
          ├─o 
Meliphagoidea

          └─o
            └─o
              ├─o 
Corvoidea

              └─o 
Passerida

                ├─o 
Sylvioidea

                └─o
                  ├─o
                  │ ├─o 
Certhioidea

                  │ └─o 
Muscicapoidea

                  └─o 
Passeroidea
```

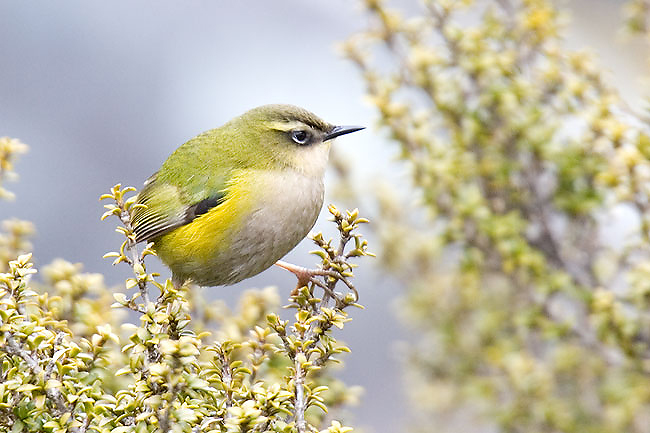
Xenicus gilviventris (Acanthisittidae)
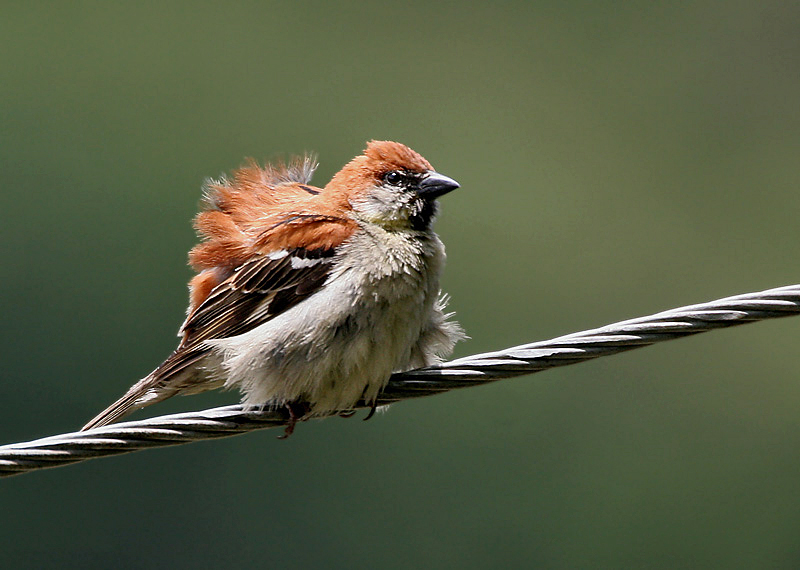
Passer rutilans (Passeri)
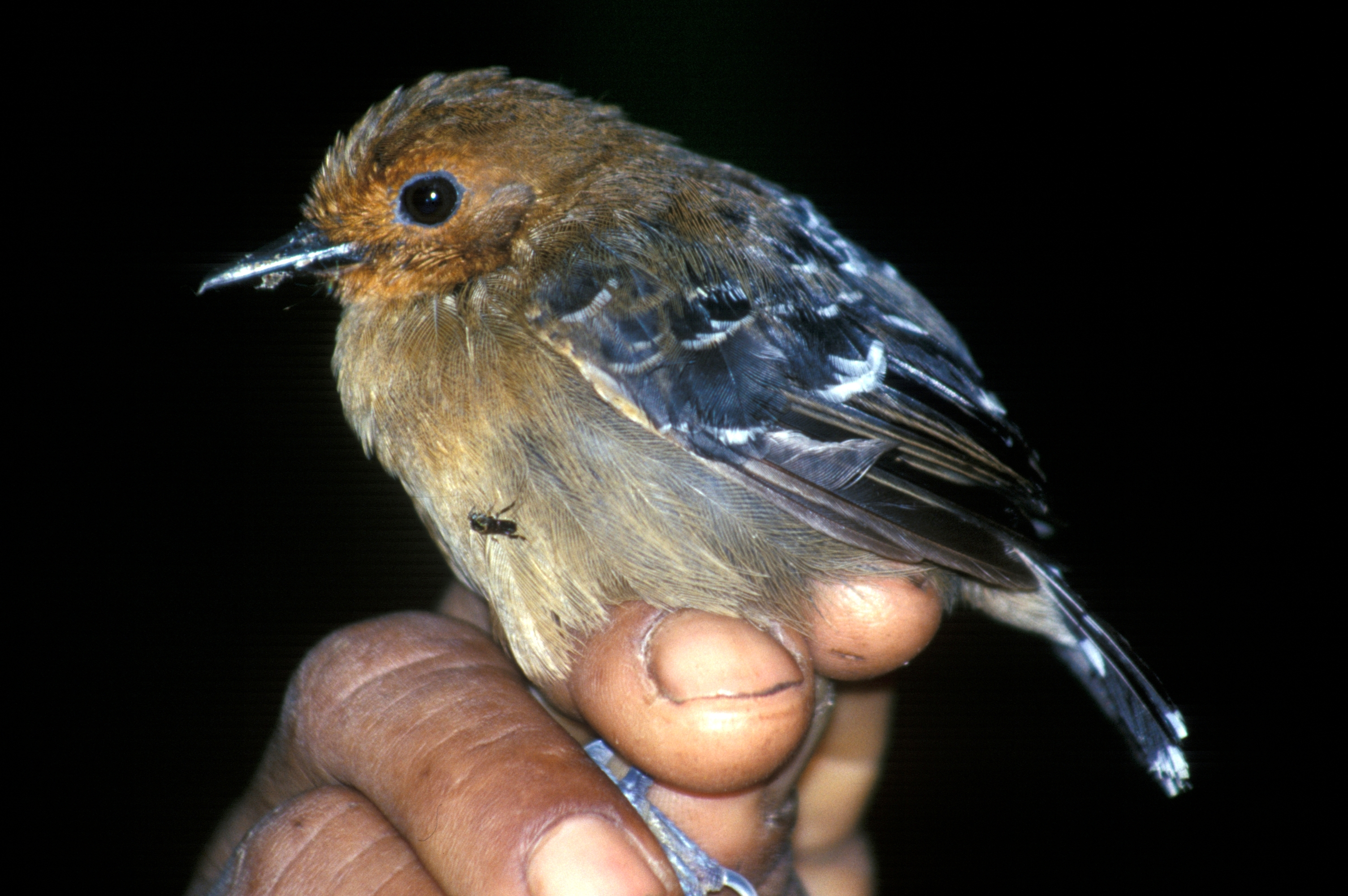
Dichropogon poecilonota (Tyranni)

## En savoir plus

### Sources bibliographiques de référence
- Per G.P. Ericson et al.  (2006) « Diversification of Neoaves : integration of molecular sequence data and fossils », Biol. Lett. doi:10.1098/rsbl.2006.0523
- Charles Gald Sibley et Jon Edward Ahlquist (1990) Phylogeny and classification of birds. A Study in Molecular Evolution, Yale University Press,  (ISBN 978-0300040852)

### Sources internet
- Scott V. Edwards et John Harshman (2008) «  Passeriformes. perching birds, passerine birds. Version 24 June 2008 (under construction) » in The Tree of Life Web Project et pages subséquentes
- Alan P. Peterson, « Zoological nomenclature data: Birds of the World - current valid scientific avian names » sur le site Zoonomen. Zoological Nomenclature Resource
- Charles G. Sibley et Burt L. Monroe Jr. (1993) « Sibley's Sequence Based on DNA hybridization comparisons », sur le site Picchio verde
- Mikko's Phylogeny Archive
- The Taxonomicon
- Palaeos.org
- Micro*scope
- NCBI Taxonomy Browser